# 2 de septiembre
El 2 de septiembre es el 245.º (ducentésimo cuadragésimo quinto) día del año —el 246.º (ducentésimo cuadragésimo sexto) en los años bisiestos— en el calendario gregoriano. Quedan 120 días para finalizar el año.

## Acontecimientos
- 44 a. C.: en Egipto, la faraona Cleopatra VII declara regente a su hijo Tolomeo XV.
- 44 a. C.: en Roma, Cicerón crea la primera Filípica dirigida contra Marco Antonio.
- 31 a. C.: en Israel se registra un terremoto de magnitud 7,0 en la escala de Richter, que arrasa la localidad de Jericó y la antigua fortaleza de Qumrán. Se estima que murieron unas 10 000 personas. (Véase Terremotos en la Antigüedad).
- 31 a. C.: frente al golfo de Ambracia se libra la Batalla de Actium entre la flota de Cayo Octavio, dirigida por Agripa, y la de Marco Antonio y su aliada Cleopatra.
- 1192: en el puerto de Jaffa (Palestina) Ricardo I y Saladino firman un tratado poniendo fin a la Tercera Cruzada.
- 1347: en la villa de Messina (Italia) se registra uno de los primeros casos de muerte negra (peste bubónica) en Europa, que en quince años matará en ese continente a unos 50 millones (el 60 % de la población).
- 1519: en Tehucingo (México), el ejército del conquistador español Hernán Cortés derrota a los 40 000 hombres de Xicohténcatl.
- 1587: sale del puerto de Buenos Aires (Argentina) rumbo a Brasil la primera exportación de ese país.
- 1620: desde el puerto británico de Plymouth parte el barco Mayflower con 102 peregrinos puritanos.
- 1649: la ciudad italiana de Castro es completamente destruida por las fuerzas del papa Inocencio X, acabando con las Guerras de Castro.
- 1666: en Londres se declara el Gran Incendio, que destruye la ciudad medieval dentro de la vieja muralla.
- 1667: en París se instala el primer sistema de alumbrado público.
- 1752: Gran Bretaña y sus colonias cambian el calendario al gregoriano.
- 1789: Estados Unidos: el Congreso establece el Departamento del Tesoro.
- 1792: en Francia ―durante las conocidas masacres de septiembre de la Revolución francesa―, tres obispos católicos y más de 200 religiosos son asesinados por simpatizantes monárquicos.
- 1807: en Copenhague (Dinamarca), la Armada británica cañonea a la flota de Napoleón Bonaparte (segunda batalla de Copenhague).
- 1820: en Argentina ―en el marco de las guerras civiles argentinas entre unitarios y federales― se libra la batalla de Gamonal.
- 1841: entre Tres Ríos y Cartago (Costa Rica) a las 6:30 sucede el «terremoto de san Antolín», de magnitud 6,4 en la escala sismológica de Richter, ocurrido en la falla Lara, ubicada al norte de la ciudad de Cartago. Deja un saldo de 38 muertos y miles de viviendas (de adobe) destruidas. Fue el más fuerte y destructor del siglo XIX en ese país.[1]
- 1858: en Nueva York (Estados Unidos) deja de funcionar el primer cable telegráfico transatlántico. Estrenado el 5 de agosto anterior.
- 1864: en el marco de la guerra civil estadounidense, los Estados de la Unión entran en Atlanta un día después que los confederados entraran en la ciudad.
- 1867: en Japón, el Emperador Meiji se casa con Masako Ichijō. La reina consorte será conocida como Lady Haruko. En 1914 recibiría el nombre póstumo de emperatriz Shōken.
- 1870: Durante la guerra franco-prusiana en la decisiva Batalla de Sedan, la totalidad del ejército francés y su emperador Napoleón III se rinden ante los prusianos.
- 1885: en Rock Springs (Wyoming, Estados Unidos), 150 mineros blancos atacan a sus compañeros chinos, matando a 28, hiriendo a 15, y forzando al resto a abandonar la ciudad.
- 1898: en Sudán se libra la batalla de Omdurmán: Gran Bretaña y Egipto derrotan a las tribus sudanesas y establecen su dominio.
- 1901: en Estados Unidos, Theodore Roosevelt pronuncia su famoso discurso «Habla en voz baja pero lleva contigo un gran garrote (big stick)».
- 1903: en Estados Unidos se abole de manera oficial el Tratado Herrán-Hay (para la construcción del Canal de Panamá), entre Estados Unidos y Colombia.
- 1906: en EE. UU. el explorador Roald Amundsen alcanza el puerto de Nome (Alaska) tras cruzar el N.O. del Ártico.
- 1917: Primer correo aéreo internacional oficial. Pablo Teodoro Fels realiza, entre Buenos Aires y Montevideo, en un aeroplano Blériot XI de la Escuela de Aviación Militar, el primer correo internacional oficial.
- 1925: el dirigible estadounidense USS Shenandoah se estrella, provocando la muerte de 14 personas.
- 1927: el astrónomo Karl Wilhelm Reinmuth descubre el asteroide Arabis (1087).
- 1931: en España, un grupo de miembros de los dos primeros Gobiernos de Primo de Rivera son detenidos y puestos a disposición judicial por responsabilidades en la dictadura.
- 1933: Italia y la URSS firman un acuerdo de no agresión.
- 1939: en el marco de la Segunda Guerra Mundial: en Polonia, luego de la invasión nazi, la ciudad de Dánzig (ahora Gdansk) es anexionada a Alemania.
- 1945: a bordo del acorazado Misuri, Japón firma su rendición, con lo que termina de manera oficial la Segunda Guerra Mundial.
- 1945: en la ciudad de Hanói (capital de Indochina, actual Vietnam), Hồ Chí Minh declara que su país se ha independizado de Francia, y proclama la República Democrática de Vietnam.
- 1947: en Río de Janeiro se firma el TIAR (Tratado Interamericano de Asistencia Recíproca).
- 1947: en Málaga (España) se crea el Museo Arqueológico bajo los auspicios de Juan Temboury.
- 1948: en Medellín (Colombia), inicia sus emisiones la primera cadena radial, Caracol Radio.
- 1957: en el área de pruebas atómicas de Nevada (a unos 100 km al noroeste de la ciudad de Las Vegas), a las 4:40 (hora local), Estados Unidos detona a 150 m bajo tierra su bomba atómica Galileo, de 11 kilotones. Es la bomba n.º 108 de las 1132 que Estados Unidos detonó entre 1945 y 1992.
- 1958: en La Habana, la dictadura de Fulgencio Batista asesina al joven revolucionario cubano Raúl González Sánchez frente a la Facultad de Odontología, que actualmente lleva su nombre.
- 1960: en El Salvador, por orden del presidente José María Lemus, cuerpos de seguridad entran de forma violenta a la Universidad de El Salvador, en donde golpean y capturan al rector, doctor Napoleón Rodríguez Ruiz, así como a otras personas que se encontraban en el lugar.
- 1961: en La Habana, el Instituto Nacional del Deporte dicta la resolución n.º 38 que elimina el boxeo profesional en Cuba.
- 1962: el futbolista brasileño Pelé anota el gol n.º 500 de su carrera.
- 1967: en la ciudad española de Pamplona (provincia de Navarra), se inaugura el Estadio El Sadar.
- 1967: en el Mar del Norte, sobre una plataforma petrolera británica a 10 kilómetros de la costa de Suffolk (Reino Unido), un tal Paddy Roy Bates funda la micronación «Principado de Sealand».
- 1969: en la Universidad de California en Los Ángeles (Estados Unidos), los estudiantes de ingeniería Stephen Crocker y Vinton Cerf ayudan al profesor Leonard Kleinrock a traspasar datos de una computadora a otra.
- 1970: la NASA anuncia la cancelación de dos misiones del Programa Apolo hacia la Luna, el Apolo 18 y el Apolo 19.
- 1970: en Hanói (Vietnam) ―en el marco de la guerra de Vietnam―, el equipo cubano de fútbol vence al equipo de fútbol del Ejército Popular por 3 goles a 1.
- 1971: La selección de fútbol de Tahití golea 30-0 a la de las Islas Cook en un partido correspondiente a la fase de grupos de los Juegos del Pacífico Sur 1971. Fue la máxima goleada en el fútbol internacional hasta el 2001, cuando Australia venció 31-0 a Samoa Americana.
- 1987: en la Unión Soviética comienza en el juicio contra el aviador alemán Mathias Rust, quien descendió su avión sin autorización en la Plaza Roja de Moscú.
- 1989: en Colombia, a las 6:45, un atentado terrorista destruye las instalaciones del diario El Espectador.
- 1990: El Ejército soviético comienza su retirada de la RDA con la salida de la Octava División Blindada de Neuruppin.
- 1990: Transnistria unilateralmente se proclama como república soviética. Pero el presidente soviético Mijaíl Gorbachov declarará la decisión nula y sin valor.
- 1991: los Estados Unidos reconocen la independencia de las repúblicas bálticas Estonia, Letonia, y Lituania.
- 1992: en Nicaragua, un terremoto de magnitud 7,7 en la escala Richter sacude la costa del Pacífico del país causando un tsunami que causó por lo menos 116 muertos.
- 1996: en Filipinas, el Gobierno de El Salvador y el FMLN firman un pacto de paz después de 24 años de enfrentamientos y 120.000 muertos.
- 1998: en Peggys Cove (Canadá) se estrella el vuelo 111 de Swissair, provocando la muerte de 229 personas.
- 1998: el Tribunal Penal Internacional para Ruanda encuentra a Jean Paul Akayesu, alcalde de una ciudad de Ruanda, culpable de nueve casos de genocidio.
- 2003: El cantautor español Alejandro Sanz, lanza al mercado su séptimo álbum de estudio titulado No es lo mismo.
- 2007: Marcus Grönholm gana el Rally de Nueva Zelanda por quinto año consecutivo.
- 2008: Google lanza el navegador web Chrome.
- 2011: en la Isla de Juan Fernández, en el océano Pacífico, 21 personas fallecen en un accidente aéreo. Las víctimas eran militares, empresarios y periodistas de la televisión chilena.
- 2016: en España el Congreso rechaza en segunda votación la investidura de Mariano Rajoy como presidente.
- 2018: un incendio en el Museo Nacional de Brasil, destruye por completo todo el acervo histórico que el recinto tenía acumulado alrededor de 200 años.
- 2020: Alemania confirma que el opositor ruso Alexei Navalni fue envenenado con el agente tóxico Novichok.
- 2020: Científicos del CNRS francés detectan la fuente de ondas gravitacionales más grande hasta la fecha y su surgimiento se debe a la fusión binaria de dos agujeros negros.
- 2022: En Neiva, Colombia, siete policías son asesinados en medio de una emboscada con artefactos explosivos, perpetrada por las disidencias de las FARC.

## Nacimientos
- 905: Constantino VII, emperador bizantino (f. 959).
- 1243: Gilbert de Clare, político inglés (f. 1147).
- 1548: Vincenzo Scamozzi, arquitecto italiano (f. 1616).
- 1661: Georg Böhm, compositor y organista alemán (f. 1733).
- 1675: William Somervile, poeta inglés (f. 1742).
- 1682: Juan Antonio de Vizarrón y Eguiarreta, religioso y político español (f. 1747).
- 1775: Juan Martín Díez "El Empecinado", héroe de la guerra de Independencia española.
- 1779: Juan Esteban Lozano de Torres, político español (f. 1831).
- 1787: Ippolito Cavalcanti, escritor sobre cocina y aristócrata italiano (f. 1859).
- 1805: Esteban Echeverría, poeta argentino (f. 1851).
- 1812: Kirkpatrick Macmillan, inventor escocés (f. 1878).
- 1819: Rafael Lucio Nájera, médico mexicano (f. 1886).
- 1821: George Thurber, botánico estadounidense (f. 1890).
- 1823: Antolín Faraldo, escritor y periodista español (f. 1853).

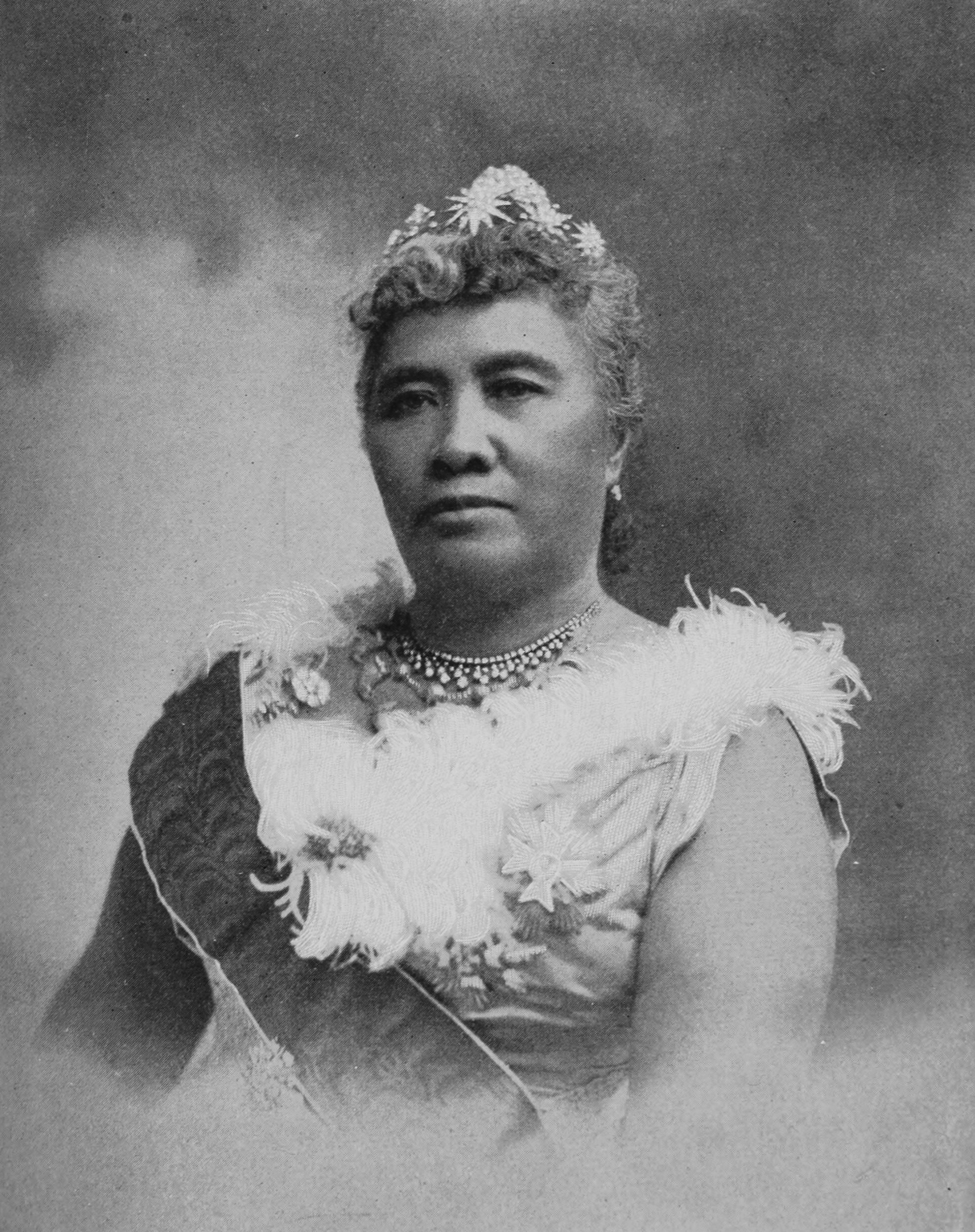
Liliuokalani

- 1838: Liliuokalani, última reina hawaiana (f. 1917).
- 1838: Bhaktivinoda Thakur, religioso y escritor bengalí (f. 1914).
- 1850: Woldemar Voigt, físico alemán (f. 1919).

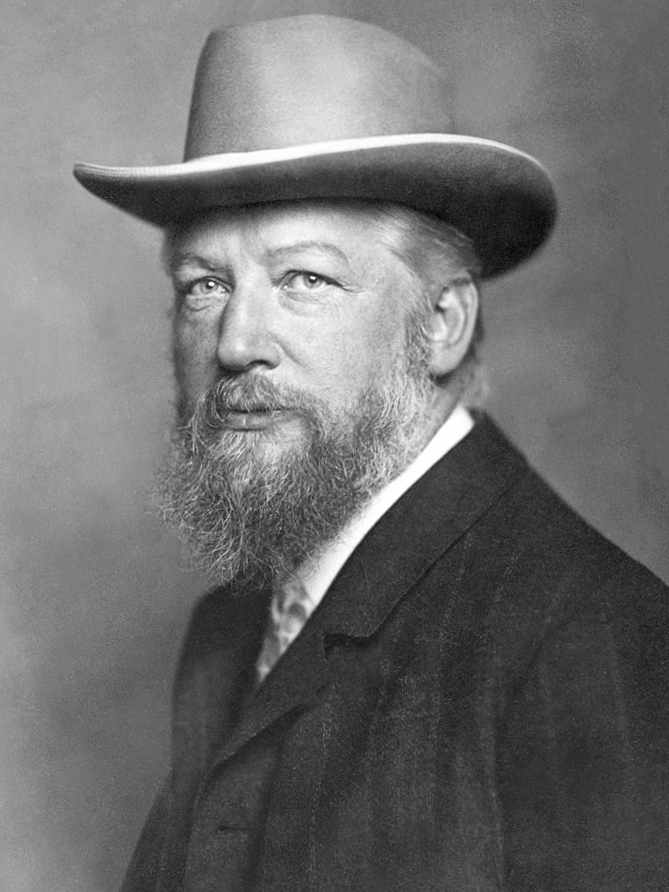
Wilhelm Ostwald

- 1853: Wilhelm Ostwald, químico y filósofo alemán, premio nobel de química en 1909 (f. 1932).
- 1854: Hans Jæger, escritor y activista anarquista noruego (f. 1910).
- 1859: Firmín Bouisset, ilustrador y publicista francés (f. 1925).
- 1862: Refugio Reyes Rivas, arquitecto mexicano (f. 1943).
- 1862: Franjo Krežma, violinista croata (f. 1881).
- 1876: Francesc Cambó, político catalanista español (f. 1947).
- 1877: Frederick Soddy, químico británico, premio nobel de química en 1921 (f. 1956).
- 1878: Werner von Blomberg, militar alemán (f. 1946).
- 1891: Santiago Salvat Espasa, editor español (f. 1971).
- 1894: Joseph Roth, escritor austriaco (f. 1939).
- 1899: Lluís Pericot García, arqueólogo español (f. 1978).
- 1901: Andreas Embirikos, poeta y psicoanalista griego (f. 1975).
- 1909: Antolín Palomino, encuadernador español (f. 1995).
- 1910: José Ángel Buesa, poeta cubano (f. 1982).
- 1911: Romare Bearden, pintor estadounidense (f. 1988).
- 1914: Booker T. Laury, cantante y pianista estadounidense (f. 1995).
- 1915: Meinhardt Raabe, actor estadounidense (f. 2010).
- 1917: Laurindo Almeida, guitarrista brasileño (f. 1995).
- 1919: Luz Méndez de la Vega, escritora, periodista, actriz y poetisa guatemalteca (f. 2012).
- 1920: Mónica Echeverría, escritora y activista chilena (f. 2020)
- 1920: Palmira Julia Tello, propagandista y miliciana española (f. 2016)
- 1922: Arthur Ashkin, físico estadounidense, premio nobel de física en 2018 (f. 2020).
- 1922: Ramón Vázquez Molezún, arquitecto español (f. 1993).
- 1923: Walerian Borowczyk, cineasta polaco.
- 1923: Paul Edwards, filósofo austríaco-estadounidense (f. 2004).

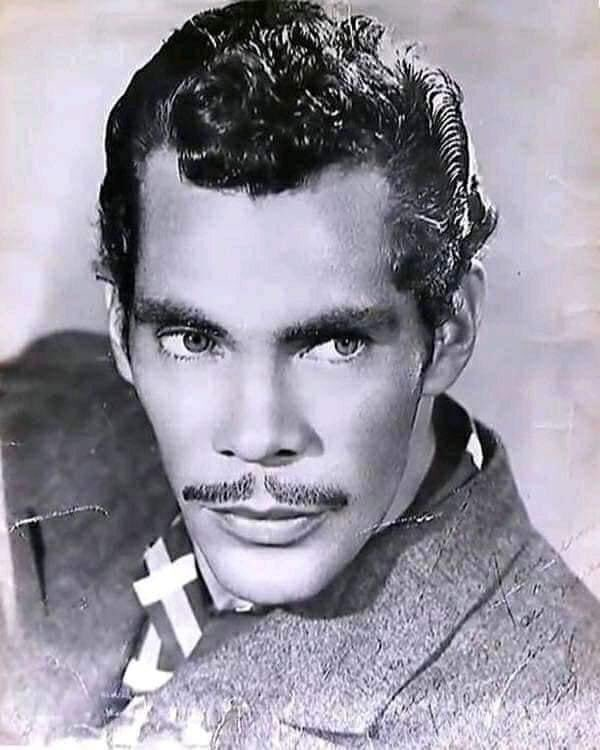
Ramón Valdés

- 1924: Ramón Valdés (Don Ramón), actor mexicano de cine y televisión (f. 1988).
- 1924: Daniel Arap Moi, político keniano, presidente de Kenia entre 1978 y 2002 (f. 2020).
- 1926: Francesco Prosperi, cineasta italiano.
- 1927: Francis Matthews, actor británico (f. 2014).
- 1928: Horace Silver, pianista estadounidense de jazz (f. 2014).
- 1928: Mel Stuart, cineasta estadounidense.
- 1929: Hal Ashby, cineasta estadounidense (n. 1988).
- 1930: Marcel Lihau, jurista y político congoleño (f. 1999).
- 1930: François Mahé, ciclista francés (f.2015).
- 1933: Rubén Peucelle, luchador profesional argentino (f. 2014).

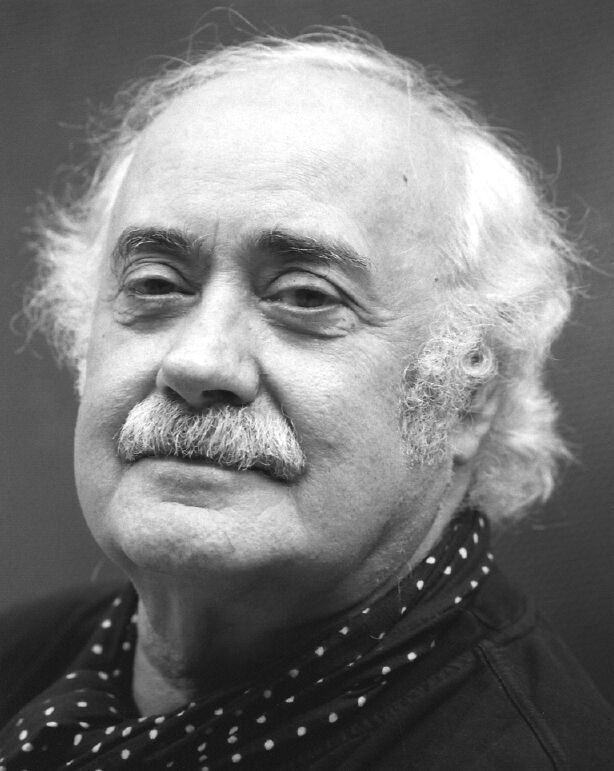
Victor Spinetti.

- 1933: Victor Spinetti, actor británico-galés (f. 2012).
- 1934: Allen Carr, escritor británico (n. 2006).
- 1935: Horacio Molina, cantautor y tanguero argentino (f.2018).
- 1935: Marc Augé, antropólogo francés.
- 1936: Andrew Grove, informático estadounidense (n. 2016).
- 1937: Robert Beekes, lingüista, ensayista y catedrático neerlandés (f. 2017).
- 1938: Giuliano Gemma, actor italiano (f. 2013).
- 1939: Sam Gooden, cantante estadounidense, de la banda The Impressions.
- 1939: Jack Lang, político francés.
- 1939: Nicolino Locche, boxeador argentino (f. 2005).
- 1940: Regís Debray, filósofo y escritor francés.
- 1940: Alejandro Rojas-Marcos, político español.
- 1940: Adelio Suárez, locutor y presentador de radio y televisión argentino (f. 2007).
- 1941: David Bale, activista y empresario sudafricano (f. 2003).
- 1941: Érika Wallner, actriz argentina (f. 2016).
- 1941: Sadhana Shivdasani, actriz india (f. 2015).
- 1945: Marzenka Novak, actriz, cantante y escritora argentina (f. 2011).
- 1946: Abel Caballero, político, economista y escritor español, alcalde de Vigo.
- 1946: Billy Preston, músico estadounidense (f. 2006).
- 1946: Walter Simonson, dibujante e historietista estadounidense.
- 1947: Arévalo (Francisco Rodríguez Iglesias), actor y humorista español (f. 2024).
- 1947: Pepe Rubianes, actor español (f. 2009).
- 1948: Christa McAuliffe, astronauta estadounidense fallecida en el accidente del transbordador Challenger (f. 1986).
- 1948: Nate Archibald, baloncestista estadounidense.
- 1949: Hans-Hermann Hoppe, filósofo alemán.
- 1950: Yuen Wah, actor chino.

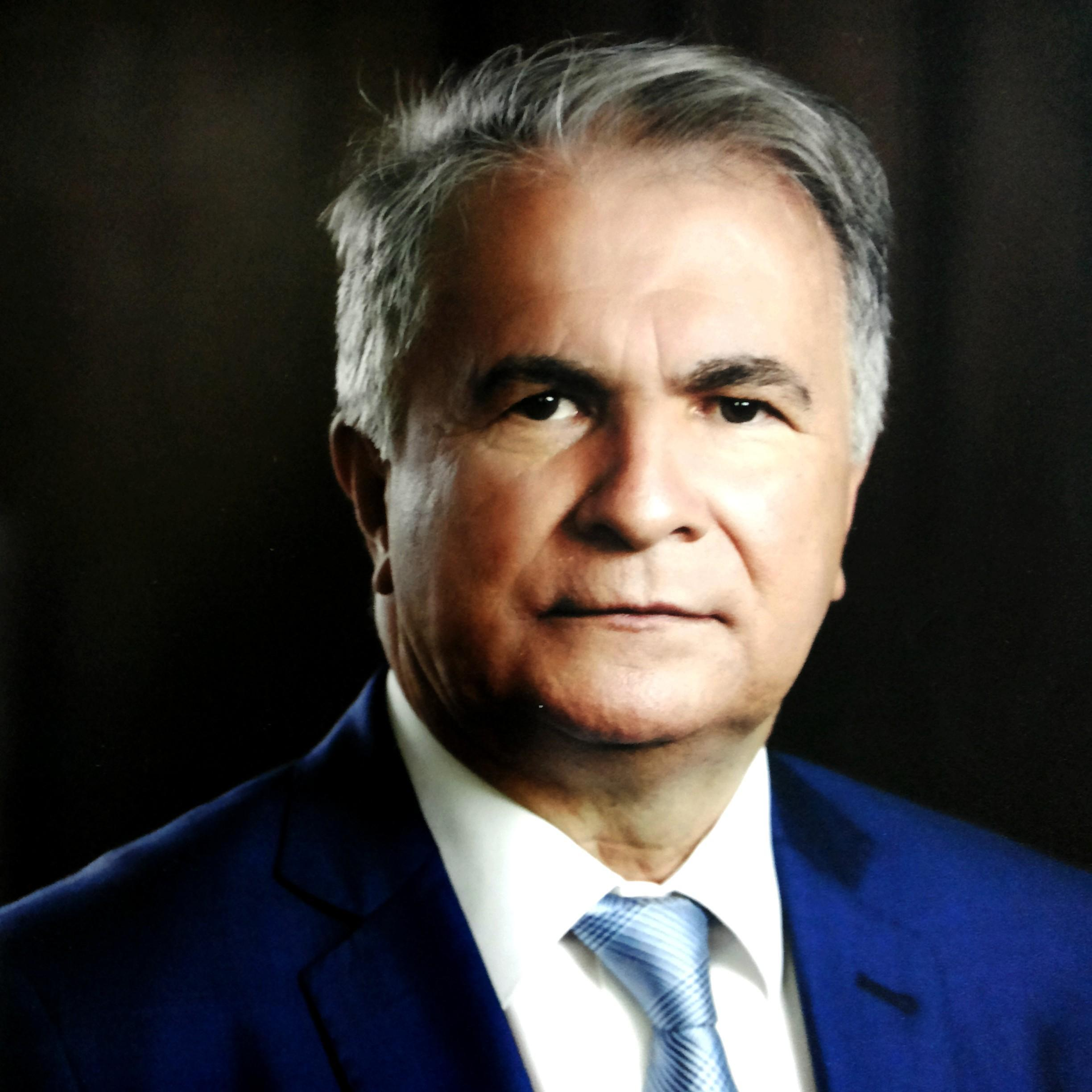
Rodrigo Villalba Mosquera

- 1951: Mark Harmon, actor estadounidense.
- 1951: Rodrigo Villalba Mosquera, político colombiano, Gobernador del Huila entre 2004-2007 y desde 2024.
- 1952: Jimmy Connors, tenista estadounidense.
- 1953: John Zorn, músico estadounidense.
- 1954: Humberto Zurita, actor mexicano.
- 1957: Steve Porcaro, músico y compositor estadounidense (del grupo Toto).
- 1957: Tony Alva, skater estadounidense.
- 1958: Olivier Grouillard, piloto de automovilismo francés.

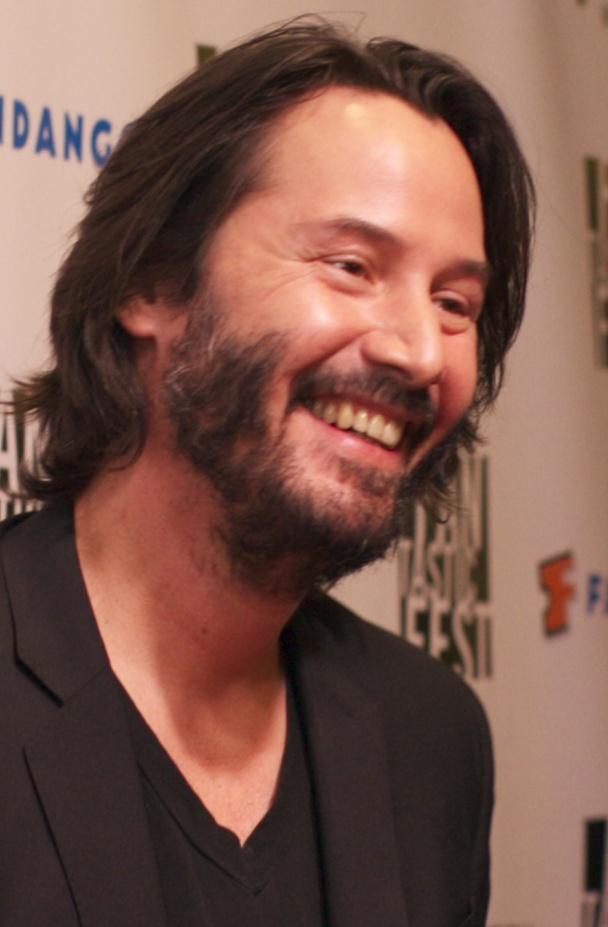
Keanu Reeves

- 1959: Guy Laliberté, empresario canadiense, fundador del Cirque du Soleil.
- 1960: Arnaldo Antunes, músico y poeta brasileño.
- 1961: Carlos Valderrama, futbolista colombiano.

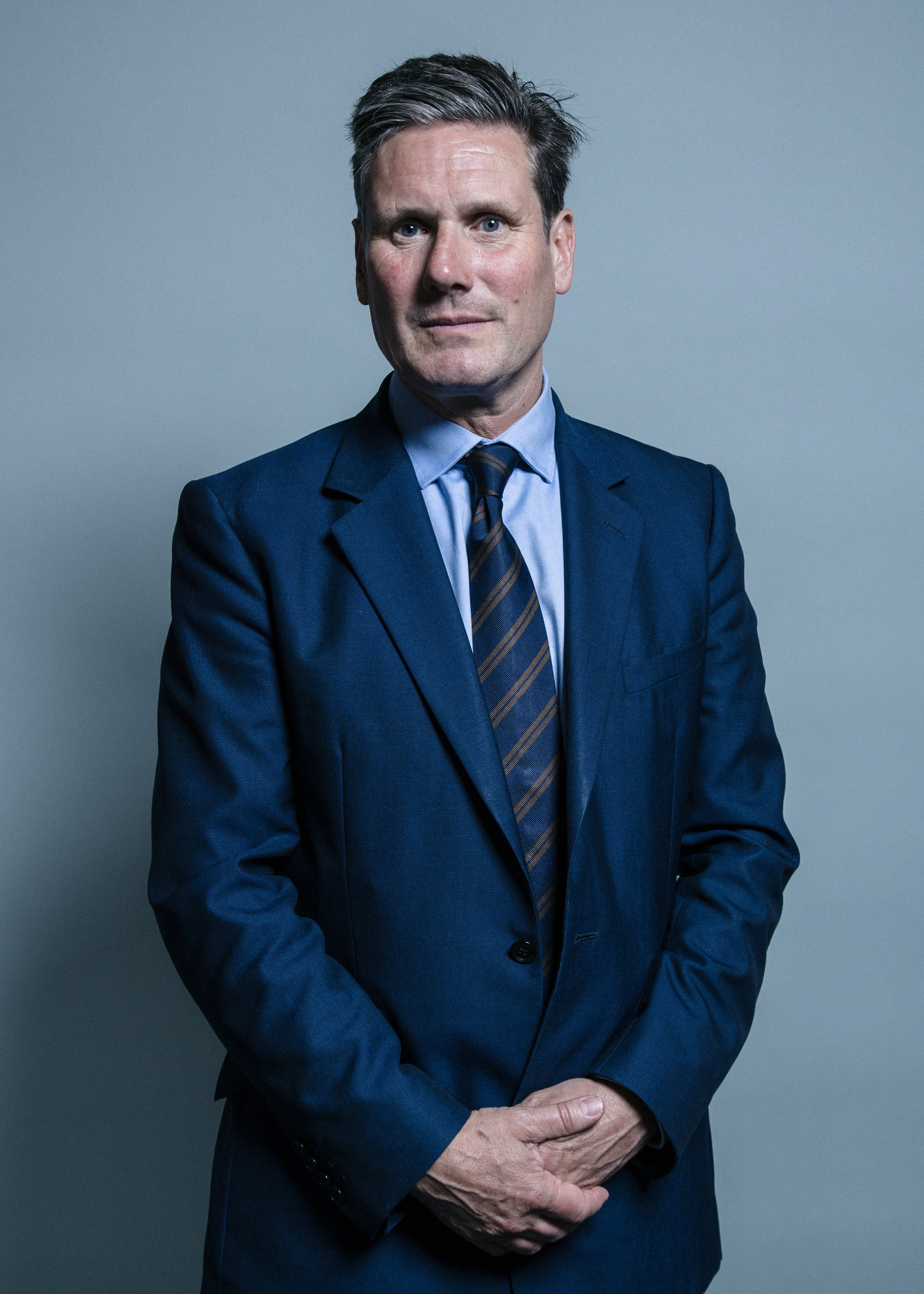
Keir Starmer

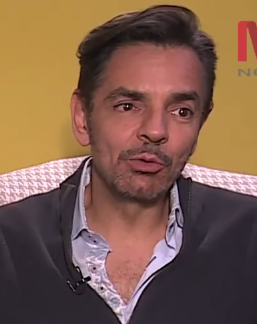
Eugenio Derbez

- 1962: Keir Starmer, barrister y político progresista británico, primer ministro del Reino Unido desde 2024.
- 1962: Eugenio Derbez, actor y comediante mexicano.
- 1962: Alonso Lujambio, politólogo mexicano (f. 2012)
- 1962: Prachya Pinkaew, director tailandés.
- 1964: Keanu Reeves, actor canadiense nacido en Líbano.
- 1964: Santi Orúe, historietista español.

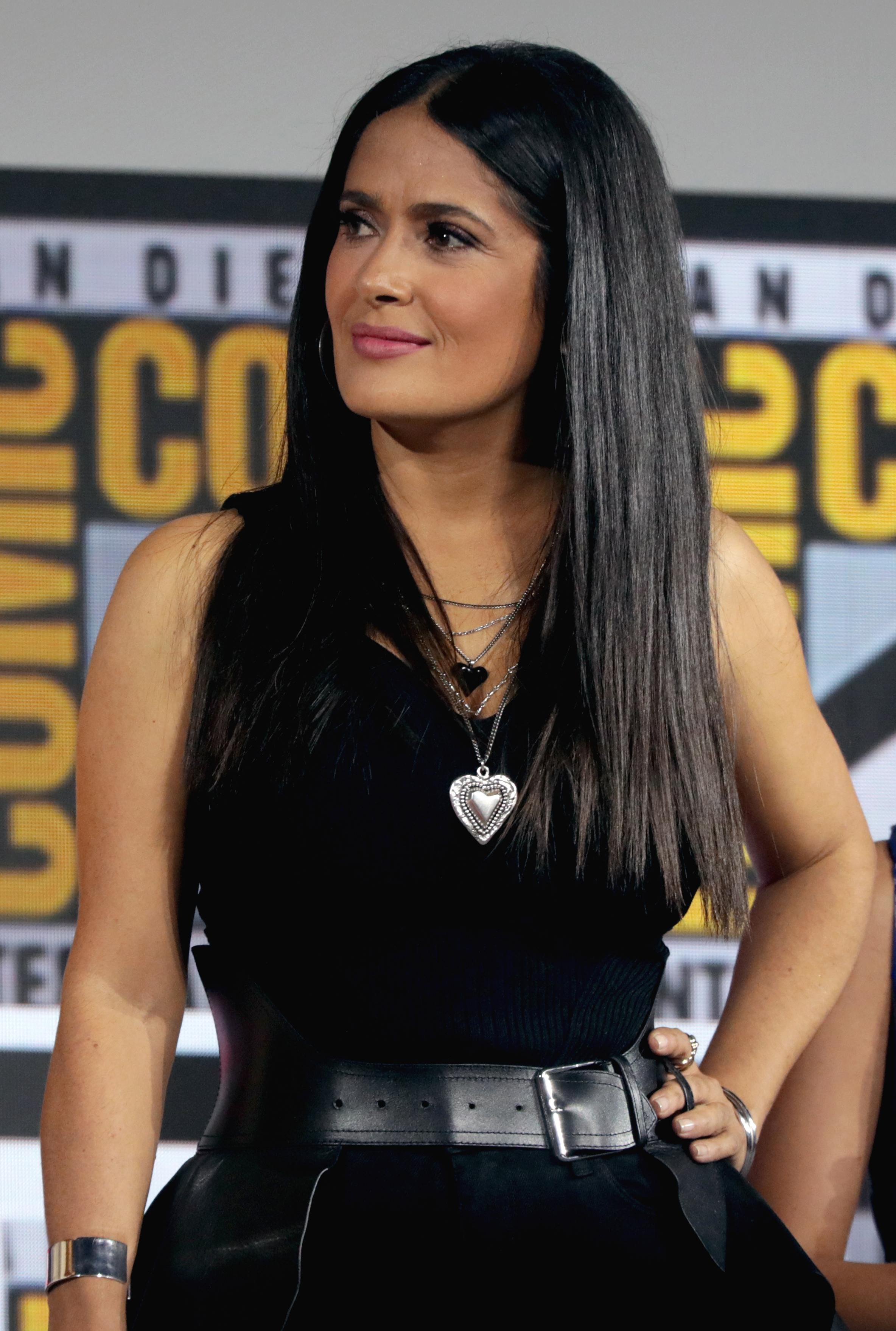
Salma Hayek

- 1965: Lennox Lewis, boxeador británico.
- 1966: Dino Cazares, músico estadounidense.
- 1966: Salma Hayek, actriz mexicana.
- 1966: Olivier Panis, piloto de automovilismo francés.
- 1967: Andreas Möller, futbolista alemán.
- 1968: Kristen Cloke, actriz estadounidense.
- 1968: Cynthia Watros, actriz estadounidense.
- 1969: Gabriel Manelli, bajista argentino (de la banda Babasónicos) (f. 2008).
- 1970: Nacho Rodríguez, baloncestista español.
- 1971: Kjetil André Aamodt, esquiador noruego.
- 1972: Silvia Gemignani, triatleta italiana.
- 1973: Pawan Kalyan, actor indio.
- 1973: Savo Milošević, futbolista y entrenador serbio.
- 1973: Pedro Arquero, futbolista español.
- 1974: Kim Sung-Heon, balonmanista surcoreano.
- 1975: Jill Janus, cantante estadounidense (f. 2018).
- 1977: Frédéric Kanouté, futbolista francés nacionalizado en Malí.
- 1978: Juan Pablo Colinas, futbolista español.
- 1979: Andrea Galante, actriz argentina.
- 1980: Hiroki Yoshimoto, piloto japonés de carreras.
- 1981: Miguel Albiol, futbolista español.
- 1982: Joey Barton, futbolista británico.
- 1983: Daniela Stracchi, futbolista italiana.
- 1984: José Alfredo Hurtado Olascoaga, narcotraficante mexicano.
- 1985: Robert Veselovsky, futbolista eslovaco.
- 1985: Salvador Jiménez Marfil, futbolista español.
- 1985: Sergio Ávila, futbolista mexicano.
- 1986: Hrayr Mkoyan, futbolista armenio.
- 1986: Rafik Halliche, futbolista argelino.
- 1986: Júlio César Jacobi, futbolista brasileño.
- 1987: Spencer Smith, baterista estadounidense, de la banda Panic! at the Disco.
- 1988: Javi Martínez, futbolista español.
- 1988: Dimitrij Ovtcharov, jugador alemán de tenis de mesa.
- 1988: Ibrahim Šehić, futbolista bosnio.
- 1989: Alexandre Pato, futbolista brasileño.
- 1989: Luis Carlos Peña Díaz (Felo), cantautor, actor y psicólogo mexicano.
- 1989: Zedd, diyéi y productor musical de origen ruso.
- 1989: Jorge Humberto Figueroa Benítez, narcotraficante mexicano (f. 2025).
- 1990: Marcus Ericsson, piloto de automovilismo sueco.
- 1990: Darren Mattocks, futbolista jamaicano.
- 1991: Christian Bethancourt, beisbolista panameño.
- 1991: Davy Pröpper, futbolista neerlandés.
- 1991: Gyasi Zardes, futbolista estadounidense.

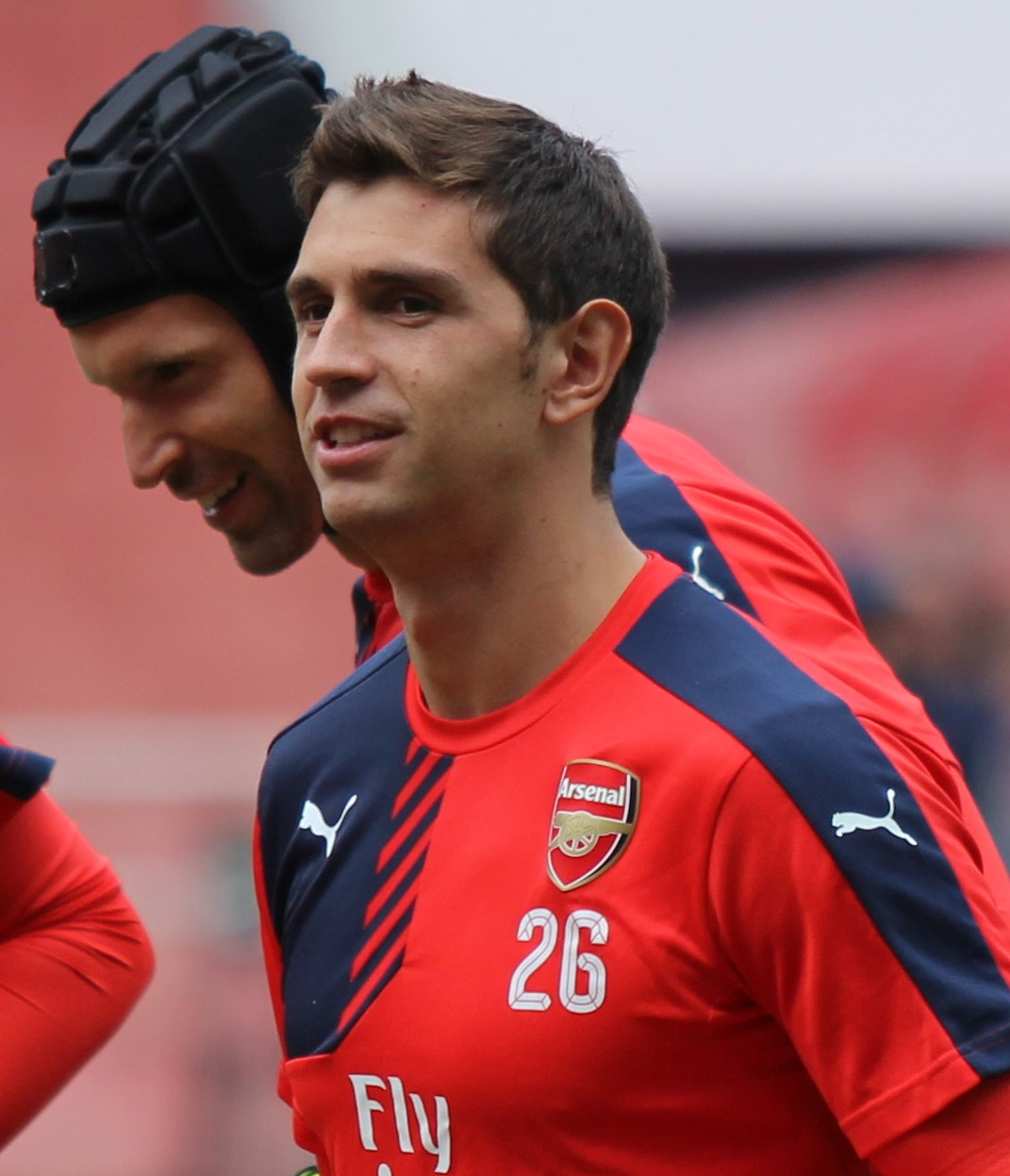
Emiliano el Dibu Martínez

- 1992: Emiliano Dibu Martínez, futbolista argentino.
- 1993: Sofian Chakla, futbolista marroquí.
- 1993: Seiya Yamaguchi, futbolista japonés.
- 1994: Linda Dallmann, futbolista alemana.
- 1995: Willy Adames, beisbolista dominicano.
- 1995: Deimantas Petravičius, futbolista lituano.
- 1995: Giorgi Papunashvili, futbolista georgiano.
- 1995: Josine Koning, jugadora de hockey sobre césped neerlandesa.
- 1996: Marcos Lavín, futbolista español.
- 1997: Mireia Vilapuig, actriz española.
- 1999: Erik Brännström, jugador de hockey sobre hielo sueco.
- 1999: Jesús Gómez Villadiego, atleta español.
- 1999: Santisouk Inthavong, nadador laosiano.
- 1999: Alejandro Losada Rodríguez, taekwondista español.
- 1999: Moeka Kijima, nadadora japonesa.
- 1999: Karol Ostrowski, nadador polaco.
- 1999: Ella Toone, futbolista británica.
- 1999: Zhang Yijie, actor chino.
- 2000: Macarena Adasme, futbolista chilena.
- 2000: Idrissa Thiam, futbolista mauritano.
- 2000: Rubén Pulido Peñas, futbolista español.
- 2001: Paul Mbong, futbolista maltés.
- 2001: Maciej Rosołek, futbolista polaco.
- 2001: Ella Rubin, actriz estadounidense.
- 2002: Jacob Ondrejka, futbolista sueco.
- 2003: Alejandro Iturbe, futbolista español.

## Fallecimientos
- 421: Constantino III, militar y emperador romano (n. ¿?).

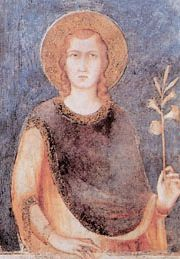
San Emerico de Hungría

- 1031: Emerico de Hungría, príncipe húngaro, venerado como santo (n. 1007).
- 1274: Munetaka, shogun japonés (n. 1242).
- 1397: Francesco Landini, compositor italiano (n. 1325).
- 1482: Filiberto I de Saboya, duque de Saboya (n. 1465).
- 1502: Ahuízotl, gobernante azteca mexicano (n. ¿?).
- 1540: Lebna Dengel, rey etíope (n. 1501).
- 1566: Taddeo Zuccaro, pintor italiano (n. 1529).
- 1606: Karel van Mander, pintor, poeta e historiador flamenco-neerlandés (n. 1548).
- 1651: Kösem Sultan, aristócrata otomana (n. 1590).
- 1652: José de Ribera, pintor español (n. 1591).
- 1680: Per Brahe,  soldado y estadista sueco (n. 1602).
- 1690: Felipe Guillermo de Neoburgo, gobernante alemán (n. 1615).
- 1764: Nathaniel Bliss, astrónomo inglés (n. 1700).
- 1792: María Luisa de Saboya-Carignan, aristócrata francesa (n. 1749).
- 1813: Jean Victor Marie Moreau, general francés (n. 1763).
- 1834: Thomas Telford, ingeniero escocés (n. 1757).
- 1840: Franz Julius Ferdinand Meyen, médico y botánico alemán (n. 1804).
- 1845: Bernardino Rivadavia, primer presidente argentino (n. 1780).
- 1856: Luis de la Rosa Oteiza, político mexicano (n. 1804)
- 1865: William Rowan Hamilton, matemático irlandés (n. 1805).
- 1870: Arthur Saint-Léon, maestro de ballet y coreógrafo francés (n. 1821).
- 1877: Konstantinos Kanaris, almirante griego (n. 1790).
- 1910: El Aduanero Rousseau (Henrí Rousseau), pintor francés (n. 1844).
- 1934: Russ Columbo, cantante, violinista y actor estadounidense (n. 1908).
- 1934: Alcide Núñez, músico estadounidense (n. 1884).
- 1934: Miguel Morilla El Atarfeño, torero español (n. 1909).
- 1937: Pierre de Coubertín, aristócrata e historiador francés, fundador de los Juegos Olímpicos modernos (n. 1863).
- 1948: Sylvanus Morley, espía y arqueólogo estadounidense (n. 1883).
- 1962: José Gascón y Marín, político español (n. 1875).

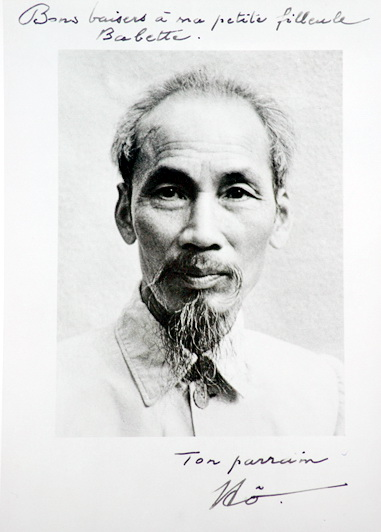
Hồ Chí Minh en 1946.

- 1969: Willy Mairesse, piloto de automovilismo belga (n. 1928).
- 1969: Hồ Chí Minh, poeta y político fundador del partido comunista vietnamita, y presidente de Vietnam (n. 1890).
- 1970: Mercedes Llopart, cantante lírica española (n. 1895).
- 1970: Margarete Depner, pintora, escultora y mecenas rumana ( n. 1885).
- 1972: John Hutchinson, botánico, taxónomo y escritor británico (n. 1884).

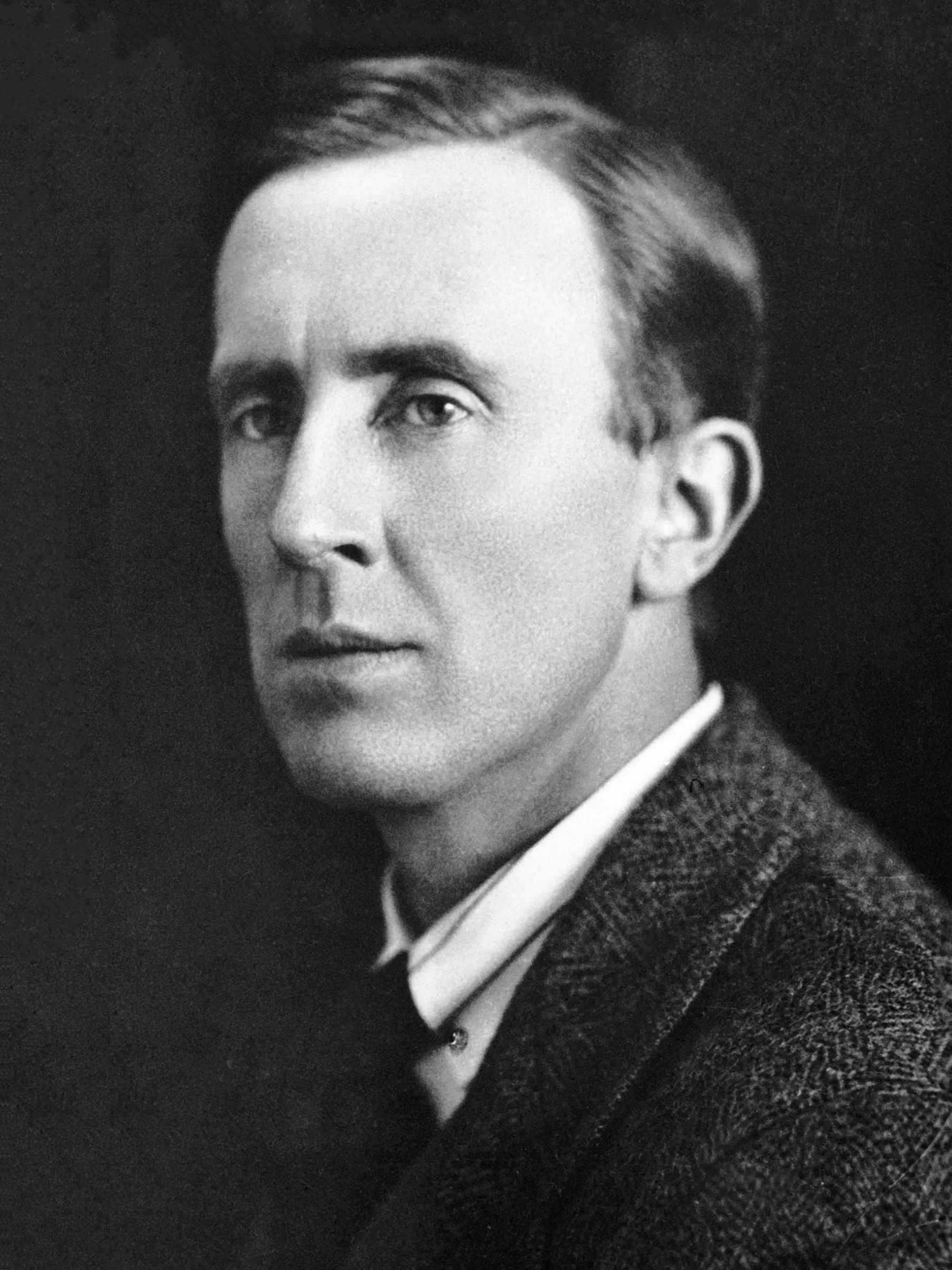
J. R. R. Tolkien

- 1973: J. R. R. Tolkien, escritor de fantasía y lingüista británico, autor de El señor de los anillos (n. 1892).
- 1978: Juan L. Ortiz, escritor y poeta argentino (n. 1896).
- 1982: Ada Wójcik, actriz soviética (n. 1905)

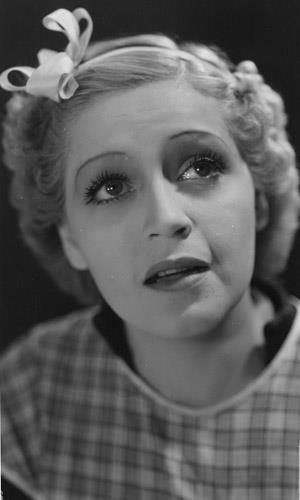
Maruja Pacheco Huergo.

- 1983: Maruja Pacheco Huergo, actriz y música argentina (n. 1916).
- 1985: Abe Lenstra, futbolista neerlandés (n. 1920).
- 1985: Anna Banti, escritora italiana (n. 1895).
- 1991: Alfonso García Robles, diplomático y político mexicano, premio nobel de la paz en 1982 (n. 1911).
- 1992: Barbara McClintock, genetista estadounidense (n. 1902).
- 1994: Roy Castle, entertainer británico (n. 1932).
- 1995: Václav Neumann, director de orquesta y músico checo (n. 1920).
- 1997: Rudolf Bing, empresario de ópera británico nacido en Austria (n. 1902).
- 1997: Viktor Frankl, psiquiatra austríaco, fundador de la logoterapia (n. 1905).
- 1999: Virginia Gutiérrez de Pineda, antropóloga colombiana (n. 1921).
- 1999: Margherita Guarducci, arqueóloga y epigrafista italiana (n. 1902).
- 2000: Vicente Asensi, futbolista español (n. 1919).
- 2001: Christiaan Barnard, cirujano sudafricano, primero en realizar un trasplante de corazón (n. 1922).
- 2001: Troy Donahue, actor estadounidense (n. 1936).
- 2002: Tomás Zori, cómico español (n. 1925).
- 2004: Joan Oró, científico español (n. 1923).
- 2005: Bob Denver, actor estadounidense (n. 1935).
- 2006: Craig Cline, bloguero e informático estadounidense (n. 1951).
- 2006: Bob Mathias, atleta estadounidense (n. 1930).
- 2006: Silverio Pérez, torero mexicano (n. 1915).
- 2006: Dewey Redman, músico estadounidense de jazz (n. 1931).
- 2007: Diego Cháfer, ciclista español (n. 1913).
- 2007: Marcia Mae Jones, actriz estadounidense de cine y televisión (n. 1924).
- 2009: Christian Poveda, fotógrafo y cineasta hispano-francés, asesinado en El Salvador (n. 1955).
- 2010: Germán Dehesa, escritor, periodista y locutor mexicano (n. 1944).
- 2011: Las 3 víctimas del Accidente del C-212 Aviocar de la FACh de 2011:
  - Felipe Camiroaga, presentador de televisión chileno (n. 1966).[2]
  - Roberto Bruce, periodista chileno (n. 1979).
  - Felipe Cubillos, empresario chileno (n. 1962).
- 2012: Sun-Myung Moon, líder religioso surcoreano (n. 1920).
- 2013: Carlos Lorca, actor argentino (n. 1939).
- 2013: Ronald Coase, economista británico (n. 1910).
- 2013: Frederik Pohl, escritor estadounidense (n. 1919).
- 2013: Isidro Sánchez, futbolista español (n. 1936).
- 2014: Daniel Dicenta, actor español (n. 1937).
- 2015: Aylan Kurdi, refugiado sirio que murió en la costa de Turquía; su muerte y su fotografía provocan una reacción internacional (n. 2012).
- 2016: Islom Karimov, presidente uzbeko (n. 1938).
- 2016: Francisco Álvarez Martín (Paco Taranto), cantaor español (n. 1940)
- 2020: David Graeber, antropólogo y anarquista estadounidense (n. 1961).
- 2020: Wanda Seux, vedette y actriz paraguayo-mexicana (n. 1948).
- 2020: William Yorzik, nadador estadounidense (n. 1933).
- 2021: Mikis Theodorakis, compositor, intelectual y político griego (n. 1925)
- 2023: Salif Keïta Traoré, futbolista maliense (n. 1946).
- 2024: Rodolfo Hernández Suárez, empresario y político colombiano (n. 1945).
- 2024: James Darren, actor y cantante estadounidense (n. 1936).
- 2024: Aleksandr Medved, luchador bielorruso, tricampeón olímpico (n. 1937).

## Celebraciones
- Día Mundial del Coco.[3]Es una fruta (drupa) obtenida principalmente de la especie tropical cocotero (Cocos nucifera), la palmera más cultivada a nivel mundial.
- Día Internacional de la Crianza Respetuosa.[4]Fecha en la que se recuerda la importancia de una crianza que se base en el amor, el respeto y la igualdad. Coincide con el fallecimiento de John Bowlby, uno de sus propulsores, el día 2 de septiembre de 1990.

 Por países
(Por orden alfabético)
- Argentina:
  - Día de la Industria.[5]En homenaje al día en que zarpó del puerto de Buenos Aires el primer embarque de exportación con productos locales. En 1587, (hace ya 437 años, 11 meses y 8 días) partió del fondeadero del Riachuelo rumbo a Brasil la carabela San Antonio al mando de Antonio Pereyra, con varios tejidos y sacos de harinas, producidos en Santiago del Estero.

- España:
  - Día de Ceuta, ciudad autónoma.

- Estados Unidos:
  - Labor Day o Día del Trabajo en EEUU.
(Se celebra el primer lunes de septiembre: 2 de septiembre de 2024 y 1 de septiembre de 2025).
  - Día de la Victoria sobre Japón.
  - Día Nacional de la Paleta de Arándanos.
(en inglés: National Blueberry Popsicle Day).

- México:
  - Día Nacional del Cacao y el Chocolate.

- Nicaragua:
  - Día del Ejército.

- Vietnam:
  - Día de la Independencia.

### Santoral católico

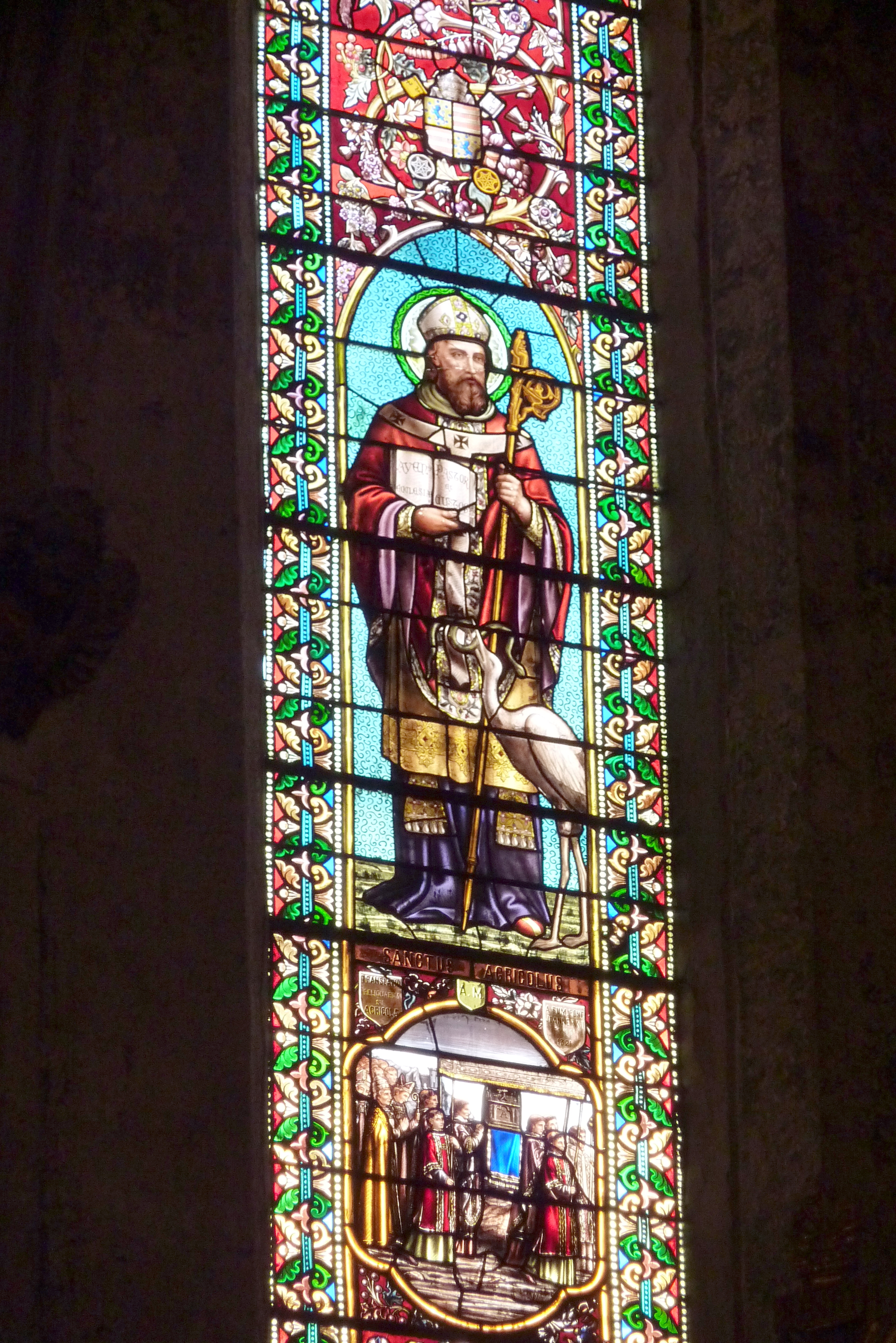
San Agrícola de Aviñón

- San Zenón de Nicomedia, mártir (s. III).[6]
- Santos Teodota, Evodio, Hermógenes y Calixto de Nicea, mártires (s. IV).
- San Habib de Edesa, diácono y mártir (322).
- San Antonino de Apamea, mártir (s. IV).
- San Próspero de Tarragona, obispo (s. IV).
- Santos Justo y Viator de Lyon (381).
- San Nonoso de Soracte, abad (570).
- San Siagrio de Autun, obispo (599).
- San Agrícola de Aviñón, obispo (700).
- San Elpidio de Piceno, (siglo XI).
- Santos Alberto y Vito de Pontida, monjes (1096).
- Beato Brocardo del Monte Carmelo, prior (1231).
- Beata Ingrid Elofsdotter (1282).
- Beatos Juan María de Lau d’Allemans, Francisco José de la Rochefoucauld, Pedro Ludovico de la Rochefoucauld y noventa y tres compañeros, mártires (1792).
- Beatos Pedro Jacobo María Vitalis y veinte compañeros, mártires (1792).